# Vale do Canaã
Vale do Canaã é um filme brasileiro, produzido em 1971 e dirigido por Jece Valadão, do gênero drama, baseado no romance Canaã, de Graça Aranha.

## Enredo
É a história da luta de imigrantes que chegam ao Espírito Santo no início do século XX.

## Elenco
- Milton Rodrigues
- Elizângela
- Jorge Cherques
- Leilany Chediak
- Dary Reis
- Angelito Mello
- Wilson Grey
- Carlos Alberto de Souza Barros
- Fernando José
- Mário Petraglia
- Bob Nelson
- Kim Negro
- Jotta Barroso